# Тризо, Иван
Иван Тризо, встречаются также варианты написания имени Айвен Трайсо, Айвен Трайсолт и Иван Трисолт (англ. Ivan Triesault), имя при рождении Йоханн Константин Трейсолт (англ.  Johann Constantin Treisalt; 13 июля 1898 года — 3 января 1980 года) — эстонский актёр американского театра, кино и телевидения 1940—1960-х годов.
За свою кинокарьеру, охватившую период с 1943 по 1967 год, Тризо сыграл в 75 фильмах, среди которых «Миссия в Москву» (1943), «Дурная слава» (1946), «Поле битвы» (1949), «Мёртв по прибытии» (1949), «Злые и красивые» (1952), «Пять пальцев» (1952), «Как выйти замуж за миллионера» (1953), «Молодые львы» (1958) и «Путешествие к центру Земли» (1959).

## Ранние годы и начало карьеры
Иван Тризо родился 13 июля 1898 года в Ревеле, Российская империя (ныне Таллинн, Эстония), под именем Йоханн Константин Трейсолт. Оба его родителя родились на острове Хийумаа, но после женитьбы переехали в Таллинн, где отец стал мастером на мебельной фабрике, а мать устроилась помощницей по хозяйству в богатой семье. Тризо было 5 лет, когда его отец утонул в Таллиннском заливе, и он вместе с братом и сестрой остался на попечении матери. Его брат Джулиус, который был на десять лет старше, работал на заводе электрических машин, а сестра Аманда, которая была на восемь лет старше, работала домашней прислугой. В 1909 году Джулиус, а в 1912 году и Аманда отправились в поисках лучшей жизни в Нью-Йорк.
После учёбы в школе в 14 лет Тризо стал работать подмастерьем в ателье и одновременно помощником по оформлению сцены в Немецком театре в Таллинне. Несмотря на скромную зарплату, эта работа позволяла ему постоянно бесплатно посещать театральные представления. Время от времени ему разрешали выходить на сцену, чтобы сыграть небольшую роль.
Намереваясь перебраться в США. Тризо начал изучать английский язык. В 1915 году, ввиду отсутствия загранпаспорта Тризо решил добираться до США, двигаясь не в западном, а в восточном направлении. Он пересёк территорию России и добрался до Владивостока, где устроился матросом на грузовое судно, направлявшееся в Японию. Там он завербовался на американский корабль, направлявшийся через Гонконг в Сиэтл, прибыв на территорию США в апреле 1916 года. Иммиграционные власти США выдали ему удостоверение личности. На заработанные деньги Тризо купил железнодорожный билет до Нью-Йорка, где оказался девять дней спустя. Вся поездка заняла у него четыре месяца.
Старший брат Джулиус устроил Тризо на работу на металлургический завод в Питтсбурге, где тот проработал шесть месяцев. Затем Тризо, которого манила театральная карьера, отправился в Нью-Йорк. где устроился лифтером в престижном клубе и одновременно ассистентом в театре «Метрополитен-опера».

## Театральная карьера
В 1917 году Тризо смог устроиться в танцевальную группу, которую набирал российский балетмейстер Михаил Фокин в Нью-Йорке. После отъезда Фокина Тризо удалось удержаться в танцевальной труппе. Вскоре он стал выступать также в эстрадных концертах, а затем и в спектаклях, получая роли со словами.
В середине 1920-х годов Тризо ездил с театральной труппой на гастроли по Европе, после чего изучал исполнительское искусство в Лондоне. По возвращении в Нью-Йорк Тризо стал работать актёром на Бродвее, сыграв в таких спектаклях, как «Драгоценное дерево» (1926), мюзикл «Развлечения Гарри Делмара» (1927—1928), «Марафон» (1933), комедия «Усыпанный звёздами» (1936), трагедия «Гамлет» (1936—1937), комедия «Иностранцы» (1939), комедия «На горящей палубе» (1940), комедия «Русский банк» (1940) и «Морж и плотник» (1941).
До наступления Второй мировой войны балет, однако, оставался основной работой Трисолта, где он работал как танцор и танцевальный режиссёр в Радио-сити-мьюзик-холле. Он также специализировался на пантомиме.

## Голливудская карьера

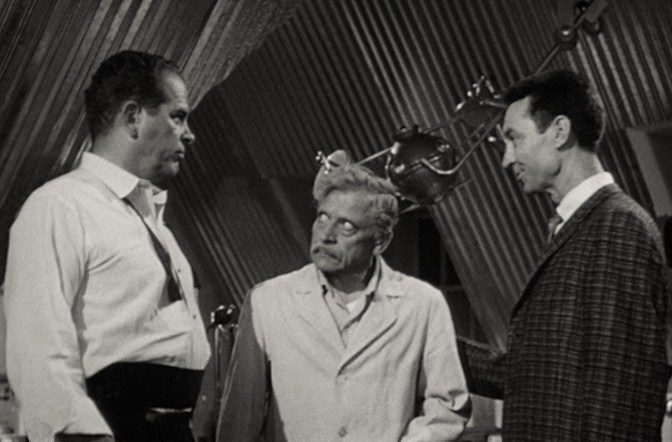
Слева направо: Дуглас Кеннеди, Иван Тризо и Джеймс Гриффит в фильме «Необычайно прозрачный человек» (1960)

В 1942 году режиссёр Майкл Кёртис искал новые лица для своего фильма «Миссия в Москву» (1943). Увидев Тризо на театральной сцене, Кёртис предложил ему роль маршала Михаила Тухачевского. Хотя роль была сравнительно небольшой, но в ней были впечатляющие моменты, в частности, сцена, в которой маршал признается, что является «военным руководителем троцкистского заговора в интересах Германии и Японии». В другой сцене маршала арестовывают в его ложе в прямо во время балетного представления. В том же году ТРизо сыграл герцога Гогенберга в военной драме «Странная смерть Адольфа Гитлера» (1943).
В 1944 году вышло одиннадцать фильмов с участием Тризо. В частности, он сыграл комиссара в военной романтической мелодраме «Песнь о России» (1943) с Робертом Тейлором в главной роли. У Тризо также были роли в военных романтических мелодрамах «Дни славы» (1944) с Грегори Пеком и «В наше время» (1944) с Айдой Лупино и Полом Хенрейдом. В исторической драме о подъёме нацистов к власти «Банда Гитлера» (1944) Тризо сыграл роль антифашиста и пастора, оказавшегося в концентрационном лагере.. Другими значимыми фильмами актёра стали криминальная мелодрама «Сомнительная слава» (1944) с Эрролом Флинном в главной роли, в котором Тризо сыграл диверсанта Французского Сопротивления, приключенческая биографическая драма с Гэри Купером «История доктора Уосселла» (1944), а также два фильма ужасов — «Вой оборотня» (1944) с Ниной Фох и «Призрак мумии» (1944) с Джоном Каррадайном.
В фильме нуар «Побег в тумане» (1945) Тризо сыграл агента вражеской шпионской сети в США. В том же году Тризо сыграл небольшую роль отца Фредерика Шопена в биографической драме о великом композиторе «Песня на память» (1945), которая была номинирована на шесть «Оскаров». В 1946 году Тризо сыграл, по мнению историка кино Пекки Линнайнена, свою «самую памятную роль» в шпионском триллере Альфреда Хичкока «Дурная слава» (1946) с участием таких звёзд, как Кэри Грант, Ингрид Бергман и Клод Рейнс. В этом фильме, рассказывающем о разоблачении пронацистской тайной организации в Рио-де-Жанейро, Тризо сыграл «безжалостного нациста с манерами джентльмена, который поддерживает дисциплину в группе и с дружелюбной улыбкой доводит до смерти своего партнёра, который позволил секретам проскользнуть всего в нескольких словах». По словам Линнайнена, Хичкок использовал лицо Тризо «как инструмент страха». «Блестящая роль», — сказал об этой работе Тризо историк кино Питер фон Баг.
Год спустя в качестве «джентльмена-нациста», майора Рейманна Тризо преследовал британского шпиона (Рэй Милланд) и цыганку (Марлен Дитрих) в известном своей песней в шпионском фильме «Золотые серьги» (1947). В том же году вышли такие фильмы с участием Тризо, как мелодрама «Никогда не убегай от меня» (1947), в которой главную роль сыграл Эррол Флинн, и детектив с Кентом Тейлором «Багровый ключ» (1947). В 1948 году вышел фильм нуар о борьбе с международным наркотрафиком «До края земли» (1948), где он сыграл крупного контрабандиста наркотиков. У Тризо была небольшая роль немецкого капитана в военном экшне «Поле битвы» (1949), который удостоился двух «Оскаров» и был номинирован ещё на четыре награды. В том же году он сыграл члена преступной банды в фильме нуар с Джорджем Рафтом «Джонни Аллегро» (1945), а также был фотографом в фильме нуар «Мёртв по прибытии» (1949) с участием Эдмонда О’Брайена.
В 1950 году Тризо сыграл русского в семейной приключенческой ленте «Ким» (1951) с Эрролом Флинном в главной роли и был наёмным убийцей в шпионском нуаре «Шпионская охота» (1950) с Говардом Даффом в главной роли. Год спустя он сыграл небольшую роль немецкого майора в фильме о генерале Роммеле «Пустынный лис» (1951) с Джеймсом Мейсоном в главной роли, в криминально-музыкальной комедии с Бобом Хоупом «Мой любимый шпион» (1951), а также в приключенческой мелодраме с Луисом Хейуордом «Леди и бандит» (1951).
В мелодраме Винсента Миннелли «Злые и красивые» (1952) Тризо сыграл значимую роль опытного голливудского кинорежиссёра. В этой картине, вскрывающей механизмы успеха и жестокости голливудской фабрики грёз, многие персонажи имеют свои хорошо узнаваемые прообразы. В частности, Тризо «явно играл легендарного режиссера Эриха фон Штрогейма». Он создал образ профессионального режиссёра, который отвергает требования продюсера Шилдса (Кирк Дуглас) словами, которые кажутся актуальными и сегодня: «Фильм, в котором есть только кульминационные моменты, разваливается, как жемчужное ожерелье без нити». По словам Линнайнена, «дерзкий обмен репликами между Тризо и Дугласом дал представление о двойственности режиссерской работы на конвейере индустрии развлечений». В том же году Тризо сыграл нацистского дипломата в шпионской картине «Пять пальцев» (1952) с Джеймсом Мейсоном в роли слуги британского посла в Турции, который продаёт военные секреты нацистам. Фильм был номинирован на два «Оскара».
Год спустя Тризо сыграл небольшую роль метрдотеля в романтической комедии с Мерилин Монро «Как выйти замуж за миллионера» (1953), а также исполнил роль датского посла в исторической биографической мелодраме «Малышка Бесс» (1953) с Джин Симмонс в главной роли. Далее последовали приключенческая мелодрама с Аланом Лэддом «Пустынный легион» (1953) и драма о сиротах «Скандал в Скури» (1953), а также приключенческий экшн с Роком Хадсоном «Возвращение в страну Бога» (1953). Год спустя Тризо появился в вестерне с Джоэлом Маккри «Приграничная река» (1954), в комедии с Грир Гарсон «Её двенадцать мужчин» (1954) и вестерне «Игрок из Натчеза» (1954).
Во второй половине 1950-х годов Тризо сыграл генерала в экшн-мелодраме с Джоном Уэйном «Пилот реактивного самолёта» (1957), в музыкальной комедии с Фредом Астером «Шёлковые чулки» (1957), а также биографическая комедия «История Бастера Китона» (1957), он был также немецким фельдмаршалом в комедии Кирком Дугласм и Сьюзен Хэйворд «Сверхсекретный роман» (1957). На следующий год у Тризо были небольшие роли немецкого полковника в военной драме «Молодые львы» (1958) с Марлоном Брандо и польского вице-консула в военной комедии «Я и полковник» (1958), а в 1959 году он сыграл шведского профессора в приключенческом картине «Путешествие к центру Земли» (1959), которая была номинирована на три «Оскара».
В 1960 году Трисолт сыграл в вестерне «Симаррон» (1960) и был профессором в фантастическом хорроре «Необычайно прозрачный человек» (1960). Затем он сыграл римского императора в исторической мелодраме «Разбойник Варавва» (1961) с Энтони Куином, был царём Спарты в приключенческой исторической драме «300 спартанцев» (1962), а также дедушку в комедии «Это случилось в Афинах» (1962) с Джейн Мэнсфилд в главной роли. В 1963 году Трисолт появился в небольшой роли в криминальной драме «Нобелевская премия» (1963) с Полом Ньюманом в главной роли, в 1964 году сыграл в музыкальной комедии с Элвисом Пресли «Да здравствует Лас-Вегас!» (1964), а в 1965 году в экшн-триллере с Марлоном Брандо «Моритури» (1965) и военном в экшне «Экспресс фона Райана» (1965) с Фрэнком Синатрой в главной роли. В 1966 году Тризо сыграл небольшую роль немецкого делегата в полнометражном экшн-триллере «Бэтмен» (1966), его последней картиной стал триллер «В поисках зла» (1967).

## Карьера на телевидении
В период с 1951 по 1969 год Трисолт сыграл в 68 эпизодах 50 различных телесериалов, среди которых «Приключения Джима Боуи» (1956—1957), «Перри Мейсон» (1959—1964), «Правосудие Берка» (1965), «Бэтмен» (1966), «Миссия невыполнима» (1967), «Бонанза» (1968), «Айронсайд» (1969) и многие другие.

## Актёрское амплуа и оценка творчества
По словам историка кино Пекки Линнайнена, Тризо является «самым успешным эстонским актёром в истории Голливуда», который при этом «до сих пор совершенно неизвестен даже в своей родной стране». Вместе с тем, «любители классического американского кино знают его лицо».
В качестве характерного актёра Тризо играл главным образом иностранных официальных лиц, профессоров и злодеев. Однако настоящим хлебом для него были высшие офицеры и вежливые, но безжалостные «джентльмены-нацисты». Не раз ему доводилось играть также исторических персонажей, включая короля Великобритании Георга II, римского императора Нерона и отца олимпийского движения Пьера де Кубертена. На протяжении своей карьеры Тризо неоднократно появлялся в ролях второго плана вместе со многими самыми известными актёрами Америки.
Тризо завершил актёрскую карьеру в кино, когда ему было за 70 лет.

## Смерть
Иван Тризо умер 3 января 1980 года в Лос-Анджелесе, Калифорния, в возрасте 82 лет от сердечной недостаточности

## Фильмография
| Год         |    | Русское название                         | Оригинальное название                    | Роль                                               |
| ----------- | -- | ---------------------------------------- | ---------------------------------------- | -------------------------------------------------- |
| 1943        | ф  | Заложники                                | Hostages                                 | Франта                                             |
| 1943        | ф  | Странная смерть Адольфа Гитлера          | The Strange Death of Adolf Hitler        | принц Хохенберг                                    |
| 1943        | ф  | Миссия в Москву                          | Mission to Moscow                        | маршал Тухачевский                                 |
| 1944        | ф  | Были избраны пятеро                      | Five Were Chosen                         |                                                    |
| 1944        | ф  | Банда Гитлера                            | The Hitler Gang                          | пастор Нимёллер                                    |
| 1944        | ф  | Чёрный парашют                           | The Black Parachute                      | полковник Павлек                                   |
| 1944        | ф  | Вой оборотня                             | Cry of the Werewolf                      | Ян Спаверо                                         |
| 1944        | ф  | Песнь о России                           | Song of Russia                           | комиссар (в титрах не указан)                      |
| 1944        | ф  | В наше время                             | In Our Time                              | Бужаский (в титрах не указан)                      |
| 1944        | ф  | Сомнительная слава                       | Uncertain Glory                          | саботажник (в титрах не указан)                    |
| 1944        | ф  | История доктора Уоссела                  | The Story of Dr. Wassell                 | помощник аптекаря в «Янсене» (в титрах не указан)  |
| 1944        | ф  | Дни славы                                | Days of Glory                            | немецкий лейтенент (в титрах не указан)            |
| 1944        | ф  | Призрак мумии                            | The Mummy's Ghost                        | гид (в титрах не указан)                           |
| 1944        | ф  | Странное дело                            | Strange Affair                           | доктор Игорь Бомлер (в титрах не указан)           |
| 1945        | ф  | Побег в тумане                           | Escape in the Fog                        | Хауснер, подручный Шиллера                         |
| 1945        | ф  | Контратака                               | Counter-Attack                           | сержант Йоханн Гриллпарцер                         |
| 1945        | ф  | Песня на память                          | A Song to Remember                       | мсье Шопен (в титрах не указан)                    |
| 1946        | ф  | Дурная слава                             | Notorious                                | Эрик Матис                                         |
| 1946        | ф  | Возвращение Монте-Кристо                 | The Return of Monte Cristo               | майор Шаве                                         |
| 1946        | ф  | Охота Криминального доктора              | Crime Doctor's Man Hunt                  | Альфреди (в титрах не указан)                      |
| 1947        | ф  | Багровый ключ                            | The Crimson Key                          | Питер Вандаман                                     |
| 1947        | ф  | Золотые серьги                           | Golden Earrings                          | майор Райманн                                      |
| 1947        | ф  | Никогда не покидай меня                  | Escape Me Never                          | хореограф (в титрах не указан)                     |
| 1948        | ф  | Женщина из Танжира                       | The Woman from Tangier                   | Рошо                                               |
| 1948        | ф  | До края земли                            | To the Ends of the Earth                 | Нафтали Врандстадтер (в титрах не указан)          |
| 1949        | ф  | Дом в Сан-Антоне                         | Home in San Antone                       | вор драгоценностей                                 |
| 1949        | ф  | Джонни Аллегро                           | Johnny Allegro                           | Пелхэм Велтч                                       |
| 1949        | ф  | Серп или крест                           | The Sickle or the Cross                  | И.В Морс                                           |
| 1949        | ф  | Застава в Марокко                        | Outpost in Morocco                       | вождь племени (в титрах не указан)                 |
| 1949        | ф  | Поле битвы                               | Battleground                             | немецкий капитан (в титрах не указан)              |
| 1949        | ф  | Мёртв по прибытии                        | D.O.A.                                   | фотограф (в титрах не указан)                      |
| 1950        | ф  | Шпионская охота                          | Spy Hunt                                 | убийца                                             |
| 1950        | ф  | Ким                                      | Kim                                      | русский                                            |
| 1951        | ф  | Моя правдивая история                    | My True Story                            | Алексис Делуа                                      |
| 1951        | ф  | Леди и бандит                            | The Lady and the Bandit                  | король Георг                                       |
| 1951        | ф  | Цель неизвестна                          | Target Unknown                           | немецкий лейтенант (в титрах не указан)            |
| 1951        | ф  | Пустынный лис                            | The Desert Fox: The Story of Rommel      | немецкий майор (в титрах не указан)                |
| 1951        | ф  | Мой любимый шпион                        | My Favorite Spy                          | преступник (в титрах не указан)                    |
| 1951        | с  | Детектив на первую полосу                | Front Page Detective                     | (1 эпизод)                                         |
| 1952        | ф  | Злые и красивые                          | The Bad and the Beautiful                | Фон Эллштейн                                       |
| 1952        | ф  | Пять пальцев                             | 5 Fingers                                | Штойбен (в титрах не указан)                       |
| 1952        | с  | Опасное поручение                        | Dangerous Assignment                     | доктор Анакос (1 эпизод)                           |
| 1953        | ф  | Ма и па Кеттлы в отпуске                 | Ma and Pa Kettle on Vacation             | Анри Дюпре                                         |
| 1953        | ф  | Малышка Бесс                             | Young Bess                               | датский посланник                                  |
| 1953        | ф  | Возвращение в страну Бога                | Back to God's Country                    | Ренхардт                                           |
| 1953        | ф  | Пустынный легион                         | Desert Legion                            | капрал Х. Шмидт (в титрах не указан)               |
| 1953        | ф  | Как выйти замуж за миллионера            | How to Marry a Millionaire               | Филлип, старший официант (в титрах не указан)      |
| 1953        | ф  | Скандал на Скори                         | Scandal at Scourie                       | отец Барретт (в титрах не указан)                  |
| 1953        | с  | Телевизионный театр «Форд»               | The Ford Television Theatre              | лейтенант Шинкель (1 эпизод)                       |
| 1953        | с  | Театр «Дженерал Электрик»                | General Electric Theater                 | Вальтер (1 эпизод)                                 |
| 1953        | с  | Альбом АВС                               | ABC Album                                | президент (1 эпизод)                               |
| 1953        | с  | Бифф Баркер, США                         | Biff Baker, U.S.A.                       | иностранный агент (1 эпизод)                       |
| 1953 —1959  | с  | Театр звёзд «Шлиц»                       | Schlitz Playhouse of Stars               | разные роли (4 эпизода)                            |
| 1954        | ф  | Пограничная река                         | Border River                             | барон фон Холлден                                  |
| 1954        | ф  | Атака уланов                             | Charge of the Lancers                    | доктор Манус                                       |
| 1954        | ф  | Её двенадцать мужчин                     | Her Twelve Men                           | Эрик Хальдеман                                     |
| 1954        | ф  | Принц-студент                            | The Student Prince                       | ассистент профессора Клойбера (в титрах не указан) |
| 1954        | ф  | Игрок из Натчеза                         | The Student Prince                       | Рауль (в титрах не указан)                         |
| 1954        | с  | Городской детектив                       | City Detective                           | Ханс Орби (1 эпизод)                               |
| 1954        | с  | Приключения Сокола                       | Adventures of the Falcon                 | Эрнест Меклер (1 эпизод)                           |
| 1954        | с  | Приключения Эллери Куинна                | The Adventures of Ellery Queen           | (1 эпизод)                                         |
| 1954        | с  | Кульминация                              | Climax!                                  | (1 эпизод)                                         |
| 1955        | ф  | Девушка в розовом платье                 | The Girl in the Red Velvet Swing         | Людвиг (в титрах не указан)                        |
| 1955        | с  | Паспорт опасности                        | Passport to Danger                       | Хёншен (1 эпизод)                                  |
| 1955        | с  | Солдаты удачи                            | Soldiers of Fortune                      | доктор Харман (1 эпизод)                           |
| 1955        | с  | Видеотеатр «Люкс»                        | Lux Video Theatre                        | майор Страссер (1 эпизод)                          |
| 1955—1956   | с  | Борец за правду                          | Crusader                                 | разные роли (2 эпизода)                            |
| 1956        | тф | Операция «Цицерон»                       | Operation Cicero                         | Стойбен                                            |
| 1956        | с  | В суде                                   | On Trial                                 | фон Бернинг (1 эпизод)                             |
| 1956        | с  | Театр четырёх звёзд                      | Four Star Playhouse                      | Вольпе (1 эпизод)                                  |
| 1956        | с  | Час «Двадцатый век Фокс»                 | The 20th Century-Fox Hour                | Штойбен (1 эпизод)                                 |
| 1956        | с  | Утренний театр                           | Matinee Theatre                          | Урбайн (1 эпизод)                                  |
| 1956        | с  | Театр 90                                 | Playhouse 90                             | Карл Керч (1 эпизод)                               |
| 1956— 1957  | с  | Военно-морской журнал                    | Navy Log                                 | разные роли (2 эпизода)                            |
| 1956— 1957  | с  | Приключения Джима Боуи                   | The Adventures of Jim Bowie              | Морис Тулуз (5 эпизодов)                           |
| 1957        | ф  | История Бастера Китона                   | The Buster Keaton Story                  | герцог Александр Михаил Давид Австрийский          |
| 1957        | ф  | Пилот реактивного самолёта               | Jet Pilot                                | генерал Лангард                                    |
| 1957        | ф  | Сверхсекретное дело                      | Top Secret Affair                        | немецкий фельдмаршал (в титрах не указан)          |
| 1957        | ф  | Шёлковые чулки                           | Silk Stockings                           | чиновник (в титрах не указан)                      |
| 1958        | ф  | Фройляйн                                 | Fräulein                                 | профессор Юлиус Ангерманн                          |
| 1958        | ф  | Я и полковник                            | Me and the Colonel                       | польский вице-консул (в титрах не указан)          |
| 1958        | ф  | Молодые львы                             | The Young Lions                          | немецкий генерал (в титрах не указан)              |
| 1958        | ф  | Марди Грас                               | Mardi Gras                               | Бернар, метрдотель (в титрах не указан)            |
| 1958        | с  | Джейн Уаймен представляет театр у камина | Jane Wyman Presents The Fireside Theatre | посол (1 эпизод)                                   |
| 1958        | с  | Северо-западный маршрут                  | Northwest Passage                        | отец Рикард (1 эпизод)                             |
| 1958        | с  | Человек с камерой                        | Man with a Camera                        | доктор Колберг (1 эпизод)                          |
| 1959        | ф  | Путешествие к центру Земли               | Journey to the Center of the Earth       | профессор Петер Гётабауг (в титрах не указан)      |
| 1959        | с  | Мир гигантов                             | World of Giants                          | (1 эпизод)                                         |
| 1959        | с  | Третий человек                           | The Third Man                            | доктор Фортье (1 эпизод)                           |
| 1959        | с  | Шаг за грань                             | One Step Beyond                          | инспектор (1 эпизод)                               |
| 1959—1960   | с  | Маркем                                   | Markham                                  | разные роли (2 эпизода)                            |
| 1959 — 1964 | с  | Перри Мейсон                             | Perry Mason                              | разные роли (2 эпизода)                            |
| 1960        | ф  | Я отдаю свою жизнь                       | I'll Give My Life                        | доктор Нойман                                      |
| 1960        | ф  | Необычайно прозрачный человек            | The Amazing Transparent Man              | доктор Питер Улоф                                  |
| 1960        | ф  | Симаррон                                 | Cimarron                                 | Льюис Венейбл, отец Сабры (в титрах не указан)     |
| 1960        | с  | Не для проката                           | Not for Hire                             | разные роли (3 эпизода)                            |
| 1961        | ф  | Нагими мы приходим в этот мир            | Go Naked in the World                    | монсеньор Жак Рей (в титрах не указан)             |
| 1961        | ф  | Разбойник Варавва                        | Barabbas                                 | император (в титрах не указан)                     |
| 1962        | ф  | Это случилось в Афинах                   | It Happened in Athens                    | дедушка Лоуес / мистер Тризапополис                |
| 1962        | ф  | 300 спартанцев                           | The 300 Spartans                         | Демаратус                                          |
| 1962        | с  | Диснейленд                               | Disneyland                               | профессор Левенсон (2 эпизода)                     |
| 1963        | ф  | Нобелевская премия                       | The Prize                                | мистер Линдквист (в титрах не указан)              |
| 1964        | ф  | Да здравствует Лас-Вегас!                | Viva Las Vegas                           | главный капитан (в титрах не указан)               |
| 1964 — 1966 | с  | Путешествие на дно океана                | Voyage to the Bottom of the Sea          | (2 эпизода)                                        |
| 1965        | ф  | Экспресс Фон Райена                      | Von Ryan's Express                       | Фон Кляйст                                         |
| 1965        | ф  | Моритури                                 | Morituri                                 | лейтенант Брандт                                   |
| 1965        | с  | В бою                                    | Combat!                                  | доктор (1 эпизод)                                  |
| 1965        | с  | Правосудие Берка                         | Burke's Law                              | Векслер (1 эпизод)                                 |
| 1965        | с  | Боб Хоуп представляет театр «Крайслер»   | Bob Hope Presents the Chrysler Theatre   | Бэрон (1 эпизод)                                   |
| 1965        | с  | Жулики                                   | The Rogues                               | Миттер (1 эпизод)                                  |
| 1965        | с  | Хани Уэст                                | Honey West                               | Ласло Шатци (1 эпизод)                             |
| 1966        | ф  | Бэтмен                                   | Batman: The Movie                        | западногерманский делегат (в титрах не указан)     |
| 1966        | с  | Бэтмен                                   | Batman                                   | Паркхёрст (1 эпизод)                               |
| 1966        | с  | Девушка из АНКЛ                          | The Girl from U.N.C.L.E.                 | профессор Волтан (1 эпизод)                        |
| 1966        | с  | Вертикальный взлёт                       | 12 O'Clock High                          | доктор Франц Танцман (1 эпизод)                    |
| 1966        | с  | Иерихон                                  | Jericho                                  | доктор Мариньи (1 эпизод)                          |
| 1967        | ф  | В поисках зла                            | The Search for the Evil One              |                                                    |
| 1967        | с  | Отряд по борьбе с преступностью          | The Felony Squad                         | Маннгейм (1 эпизод)                                |
| 1967        | с  | Герои Хогана                             | Hogan's Heroes                           | генерал фон Катц (1 эпизод)                        |
| 1967 — 1969 | с  | Дикий дикий запад                        | The Wild Wild West                       | посол (1 эпизод)                                   |
| 1968        | с  | Гориллы Гаррисона                        | Garrison's Gorillas                      | доктор Бергхольц (2 эпизода)                       |
| 1968        | с  | Требуется вор                            | It Takes a Thief                         | Крюгер (1 эпизод)                                  |
| 1968        | с  | Бонанза                                  | Bonanza                                  | Тэд Борчик (1 эпизод)                              |
| 1969        | с  | Айронсайд                                | Ironside                                 | доктор Дрисколл (1 эпизод)                         |